# 奧拜恩縣
奧拜恩縣（英語：Obion County）是美國田納西州西北部的一個縣，北鄰肯塔基州。面積1,438平方公里。根據美國2000年人口普查，共有人口32,450人。縣治猶尼昂市 (Union City)。
成立於1823年10月24日。縣名以奧拜恩河 (Obion River)命名。